# Sechys
Sechys, auch Secchie, Secchia, Secchj, Sechio, war ein italienisches Volumenmaß für Flüssigkeiten, insbesondere für Öl und Wein. Auf der Insel  Ithaka war es nur Ölmaß. Das Maß war nicht einheitlich und in Venedig war das Maß um 9,9 Liter, in Verona aber um 17,6 Liter groß.
- Ferrara: 8 Sechys = 1 Mastilly/ Mastello = 516 Pariser Kubikzoll = 10,24 Liter
- Istrien: 6 Sechys = 1 Urna = 710 Pariser Kubikzoll = 14,08 Liter
- Kefalonia: 1 Sechys = 12 Boccali = 24 Quartucci
  - Kefalonia: 6 Sechys = 1 Barile
- Venedig, Santa Maura, Kefalonia: 1 Sechio = 4 Bozzo = 16 Quartucci 
  - Venedig: 6 Sechio = 1 Mastello
- Brescia: 1 Sechio = 9 Pinte = 18 Boccali
  - Brescia: 4 Sechio = 1 Zecle
  - Brescia: 48 Sechio = 1 Carro
  - Brescia: 1 Sechio = 12,4357 Liter